# Haie
Haie oder Haifische (Selachii, Synonyme: Selachimorpha, Selachoidei und Pleurotremata) sind Fische aus der Überklasse der Knorpelfische. Es sind weltweit über 500 Arten bekannt. Das Wort Hai stammt vom niederländischen haai ab. Dieses wiederum kommt vom isländischen Wort haki, das „Haken“ bedeutet und eine Anlehnung an die hakenförmige Schwanzflosse der Haie ist.
Die meisten Haie fressen Fische und andere größere Meerestiere; die zwei größten Haiarten, der bis zu 14 m lange und 12 t schwere Walhai und der Riesenhai, sowie der Riesenmaulhai ernähren sich im Wesentlichen von Plankton. Obwohl jährlich nur etwa fünf Menschen infolge von Haiangriffen sterben, gelten die Tiere gemeinhin als kaltblütige Killer und Menschenfresser. Viele Haiarten sind durch übermäßige Befischung in ihrem Bestand bedroht.

## Merkmale

### Äußere Merkmale

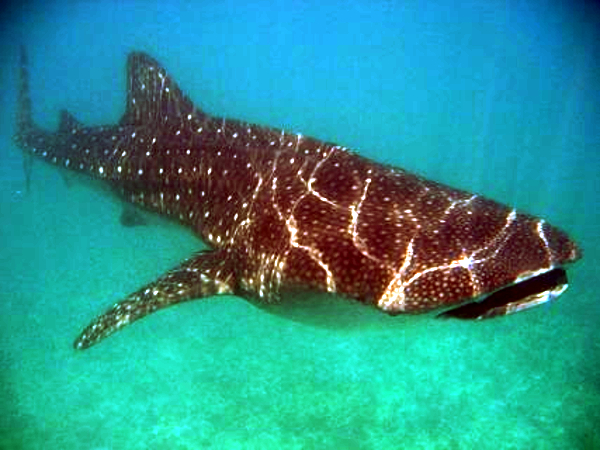
Der Walhai ist die größte heute lebende Fischart

Haie stellen eine Gruppe von über 500 Arten dar, die sich in ihrer Größe und ihrem Aussehen teilweise erheblich unterscheiden. Als kleinste bekannte Arten der Haie gelten der Zwerg-Laternenhai (Etmopterus perryi) und der Zylindrische Laternenhai (E. carteri) mit nur 16 bis 20 Zentimetern Körperlänge und einem Gewicht von etwa 150 Gramm. Als größte Arten stehen diesen der bis zu 14 Meter lange und 12 Tonnen schwere Walhai (Rhincodon typus) und der bis zu 10 Meter lange Riesenhai (Cetorhinus maximus) gegenüber, die sich beide fast ausschließlich von Plankton ernähren. Unter den fleischfressenden und jagenden Arten stellt der Weiße Hai (Carcharodon carcharias) mit einer Maximallänge von bis zu 7 Metern die größte Art dar, während der ausgestorbene Riesenhai Megalodon (Otodus megalodon) wahrscheinlich eine Gesamtlänge von 14 bis maximal 20 Meter erreichte. Etwa die Hälfte aller Haiarten erreicht eine Körperlänge von etwa einem Meter, bei 20 Prozent aller Arten liegt diese über 2 Meter.
Alle Haiarten haben einen mehr oder weniger ausgeprägt spindelförmigen Körper, der bei einigen bodenlebenden Gruppen – wie beispielsweise den Teppich- und Engelshaien oder den Sägehaiartigen – ähnlich wie bei den Rochen stark dorsoventral abgeflacht sein kann. Der Körper lässt sich in einen Kopf-, einen Rumpf- und einen Schwanzbereich unterteilen, der jeweils durch spezifische Organe und Flossen gekennzeichnet ist. Im Kopfbereich befinden sich die primären Sinnesorgane: die Augen, die Nasenlöcher, die Lorenzinischen Ampullen sowie das Maul, das zur Nahrungsaufnahme dient. Bei den meisten Haiarten ist eine Schnauzenregion ausgebildet, die mehr oder weniger spitz zuläuft. Bei einigen Arten wie den Ammen- oder den Stierkopfhaien ist sie nicht ausgebildet. Bei den Hammerhaien ist der Kopf seitwärts sehr stark verbreitert, wodurch zwischen den an den jeweiligen Kopfenden liegenden Augen und Nasenlöchern ein sehr großer Abstand entsteht.
Zwischen dem Auge und den Kiemenspalten liegt das Spritzloch, das der Aufnahme von Atemwasser dient und bei bodenlebenden Arten besonders groß ist. Die eigentlichen Kiemenspalten befinden sich am Übergang vom Kopf zum Rumpf. Die ursprünglichsten Haie, die Grauhaiartigen (Hexanchiformes), zu denen der Kragenhai (Chlamydoselachus anguineus) und die Kammzähnerhaie (Hexanchidae) gehören, sowie der Sechskiemer-Sägehai (Pliotrema warenni) haben beiderseits des Körpers jeweils sechs oder sieben offene Kiemenspalten. Bei allen anderen Arten der Haie sind nur noch fünf Kiemenspalten vorhanden.

Verschiedene Schwanzformen bei Haien

Der Rumpfbereich beginnt mit den paarigen Brustflossen, die in der Regel im Bereich oder hinter der letzten Kiemenspalte ansetzen. An der Bauchseite folgen diesen die ebenfalls paarigen Bauchflossen, die bei den Männchen mit den paarigen Klaspern, den Kopulationsorganen der Haie, verbunden sind. Auf der Rückenseite befinden sich in der Regel zwei hintereinanderliegende und unpaare Rückenflossen, bei denen häufig (vor allem bei den danach benannten Dornhaien) jeweils ein Rückenflossendorn ausgebildet ist. Bei den meisten Haiarten ist die erste Rückenflosse deutlich größer als die zweite, die meistens im Bereich des Schwanzstiels liegt und bei einzelnen Arten auch fehlen kann. Auf der Bauchseite des Schwanzstiels befindet sich zudem sehr häufig eine unpaare Afterflosse. Schnellschwimmende Haiarten haben zudem seitlich ausgebildete Kiele am Schwanzstiel.
Die Schwanzflosse besteht aus einem oberen und einem unteren Flossenlappen (Lobi), wobei der untere Lobus häufig deutlich kleiner ist als der obere. Dies ist insbesondere bei bodenlebenden Arten wie den Katzenhaien, aber auch bei vielen Arten des Freiwassers, etwa Hammerhaien oder vor allem den Fuchshaien, der Fall. Letztere besitzen einen deutlich verlängerten oberen Schwanzlobus, der bei der Jagd eingesetzt wird. Bei schnellschwimmenden Arten wie den Makohaien oder dem Weißen Hai ist der Schwanz dagegen fast symmetrisch.

### Schädel und Achsenskelett
Das gesamte Skelett der Haie besteht aus hyalinem Knorpel, der nur bei größeren und älteren Tieren in einigen Bereichen der Kiefer und der Wirbelkörper Verkalkungen (Kalzifizierungen) aufweist. Der Schädel besteht aus einem Hirnschädel (Neurocranium), der das Gehirn enthält, sowie dem Gesichtsschädel (Viscerocranium); Deckknochen sind bei rezenten Knorpelfischen nicht ausgebildet.
Der Hirnschädel besteht aus einer einheitlichen Knorpelkapsel, die in verschiedene strukturelle Bereiche unterteilt werden kann. Der vordere Bereich wird durch das Rostrum gebildet, das die Schnauzenform des Hais bildet. Ihm schließen sich die paarigen Nasenkapseln an, die nach ventral geöffnet und dorsal über die Internasalplatte verbunden sind. Es folgen das Dach der Hirnhöhle, das zwischen der großen vorderen Fontanelle und der hinteren Fossa parietalis liegt, die Boden- oder Basalplatte der Hirnkapsel zwischen der Internasalplatte und dem Hinterhaupt, sowie die beiden Augenhöhlen (Orbitae). Nach hinten wird der Hirnschädel durch die beiden Ohrkapseln mit den Gelenkflächen für das Hyomandibulare sowie die Hinterhauptsregion (Occipitalregion) mit dem Foramen magnum und dem Übergang zur Wirbelsäule abgeschlossen. Diese Verbindung ist starr und besitzt kein bewegliches Hinterhauptsgelenk zur Vertikalbewegung des Kopfes gegenüber dem Rumpf.

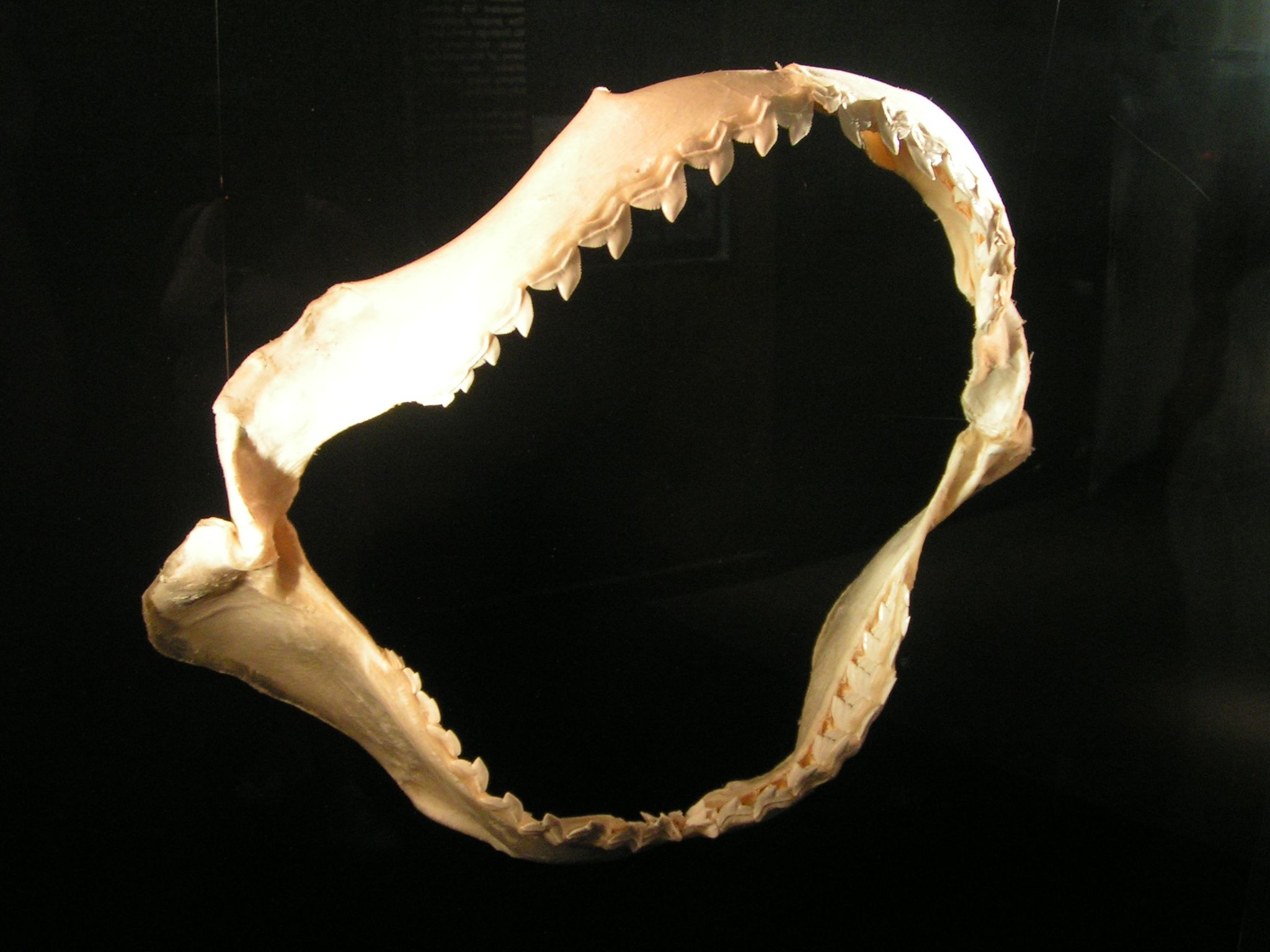
Kiefer eines Tigerhais: Der Oberkiefer wird vom Palatoquadratum und der Unterkiefer vom Mandibulare gebildet.

Dem Gesichtsschädel werden die beiden Kiefer (Kieferbogen), der Hyoidbogen und die daran anschließenden Kiemenbögen zugeordnet. Außerdem gehören der Lippenknorpel, die Kiemenstrahlen und die Extrabranchialia zu diesem Kopfteil. Die beiden zahntragenden Kieferteile – dorsal das Palatoquadratum als Oberkiefer und ventral das Mandibulare als Unterkiefer – liegen unterhalb des Hirnschädels und können durch einzelne Fortsätze des Palatoquadratums im Bereich der Nase und der Augenhöhlen mit diesem verbunden sein. Die einzelnen Kieferäste sind über eine Symphyse beweglich miteinander verbunden. Eine gelenkige Verbindung der Kiefer mit dem Hirnschädel besteht bei den meisten Haien indirekt über das Hyomandibulare im Bereich der Ohrkapseln (Hyostylie), wodurch eine hohe Beweglichkeit des gesamten Kiefers erreicht wird; die einzelnen Kieferteile lassen sich unabhängig voneinander absenken und vor- und zurückschieben. Beim Kragenhai und vielen fossilen Haien liegt der Oberkiefer dagegen breit am Hirnschädel an und ist zweifach über das Palatoquadratum und das Hyomandibulare mit diesem verbunden (Amphistylie).
Die Wirbelsäule bildet das Achsenskelett der Haie. Sie besteht aus einer wechselnden Anzahl von sanduhrförmigen Wirbelkörpern, die von 60 Einzelwirbeln beim Zwergdornhai (Squaliolus laticaudus) bis 477 bei den Fuchshaien (Alopias) reichen kann. Dabei liegt die Anzahl der Wirbel in der Rumpfwirbelsäule zwischen 44 beim Zwergdornhai bis etwa 150, die Anzahl der Schwanzwirbel kann von 12 beim Zwergdornhai bis zu mehr als 300 in der stark verlängerten Schwanzflosse der Fuchshaie reichen. Bei einzelnen Arten variiert die Anzahl auch zwischen verschiedenen Populationen, so etwa beim Dornhai (Acanthias vulgaris), dessen atlantische Population 79 bis 85 und die pazifische Population nur 68 bis 76 Rumpfwirbel besitzt. Ab etwa dem Beckengürtel kommt es bei den Haien und einzelnen Rochen zu einer Verdopplung der erkennbaren Knorpelelemente der einzelnen Wirbelkörper (Diplospondylie), durch die die Beweglichkeit des Schwanzstiels und der Schwanzflosse erhöht wird.

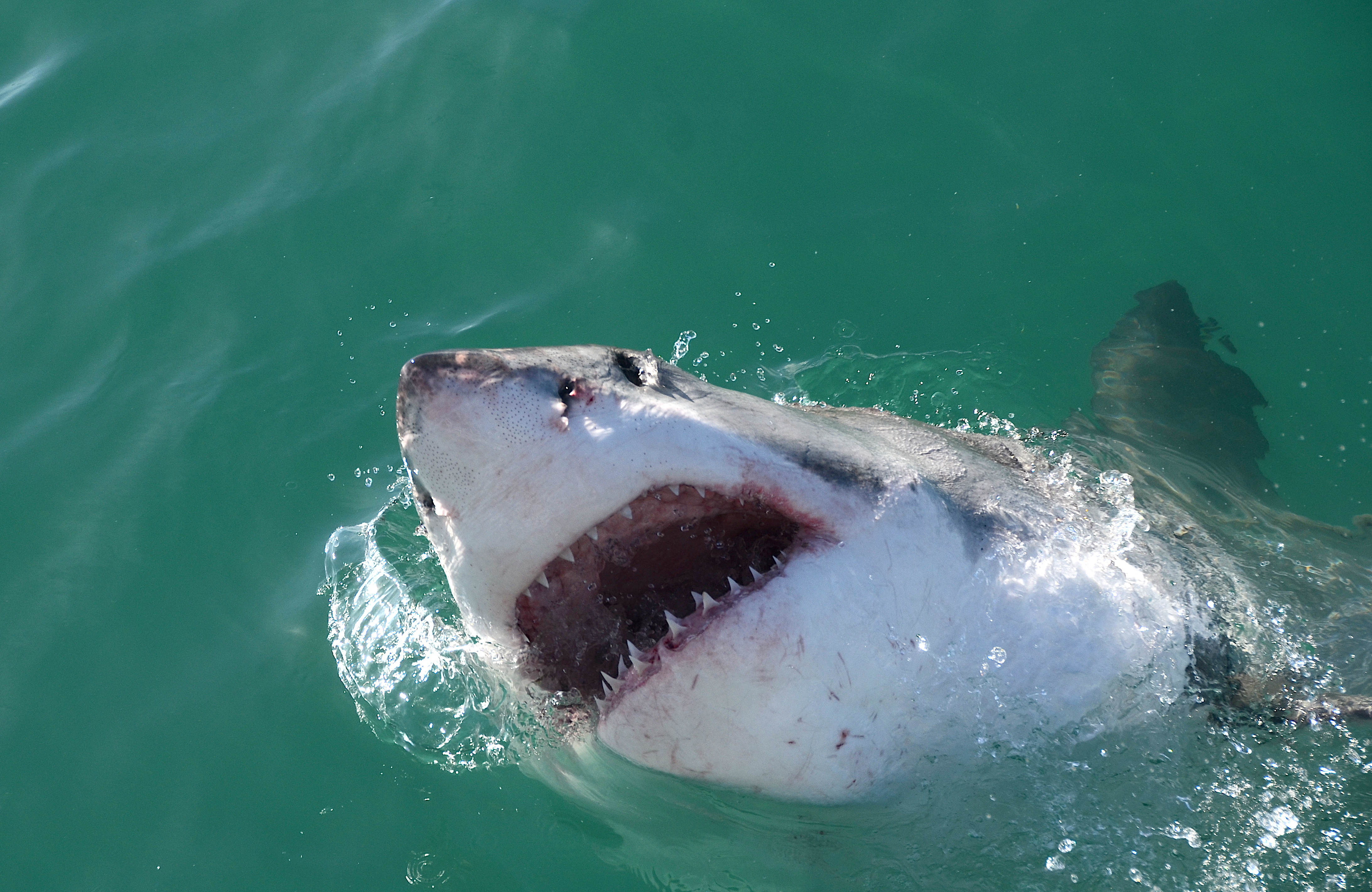
Gut zu sehen die zweite Zahnreihe eines weißen Hais

### Gebiss

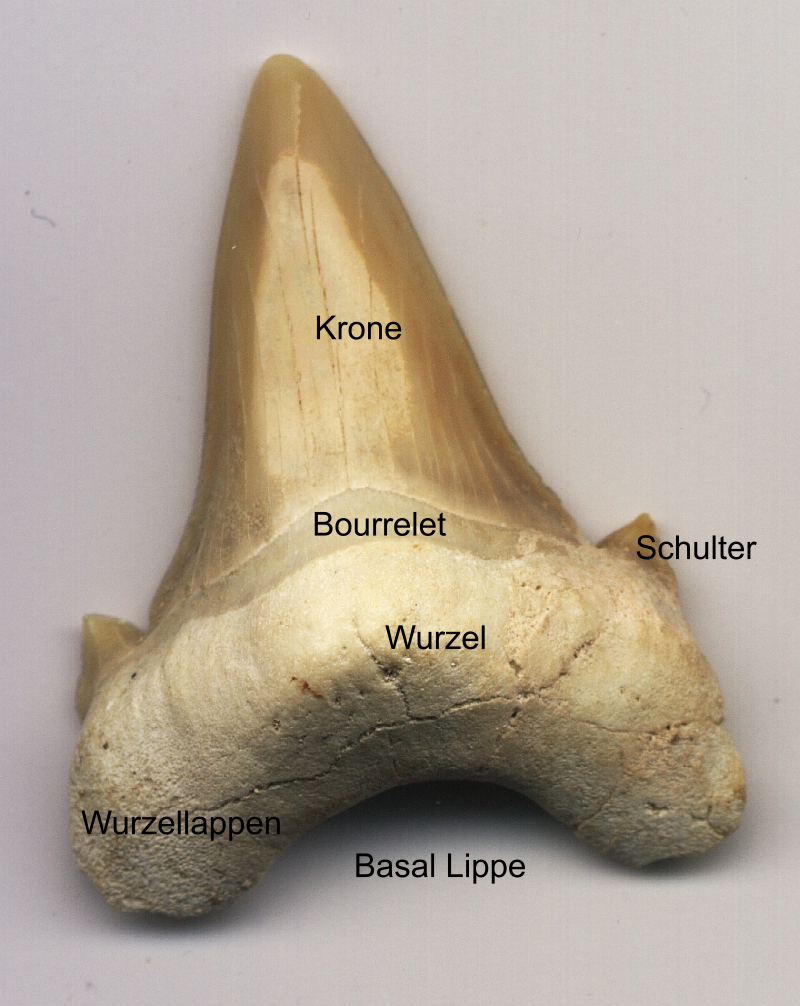
Fossiler wurzelloser Zahn eines Hais (Länge 4 cm); Bezeichnung der Zahnbestandteile

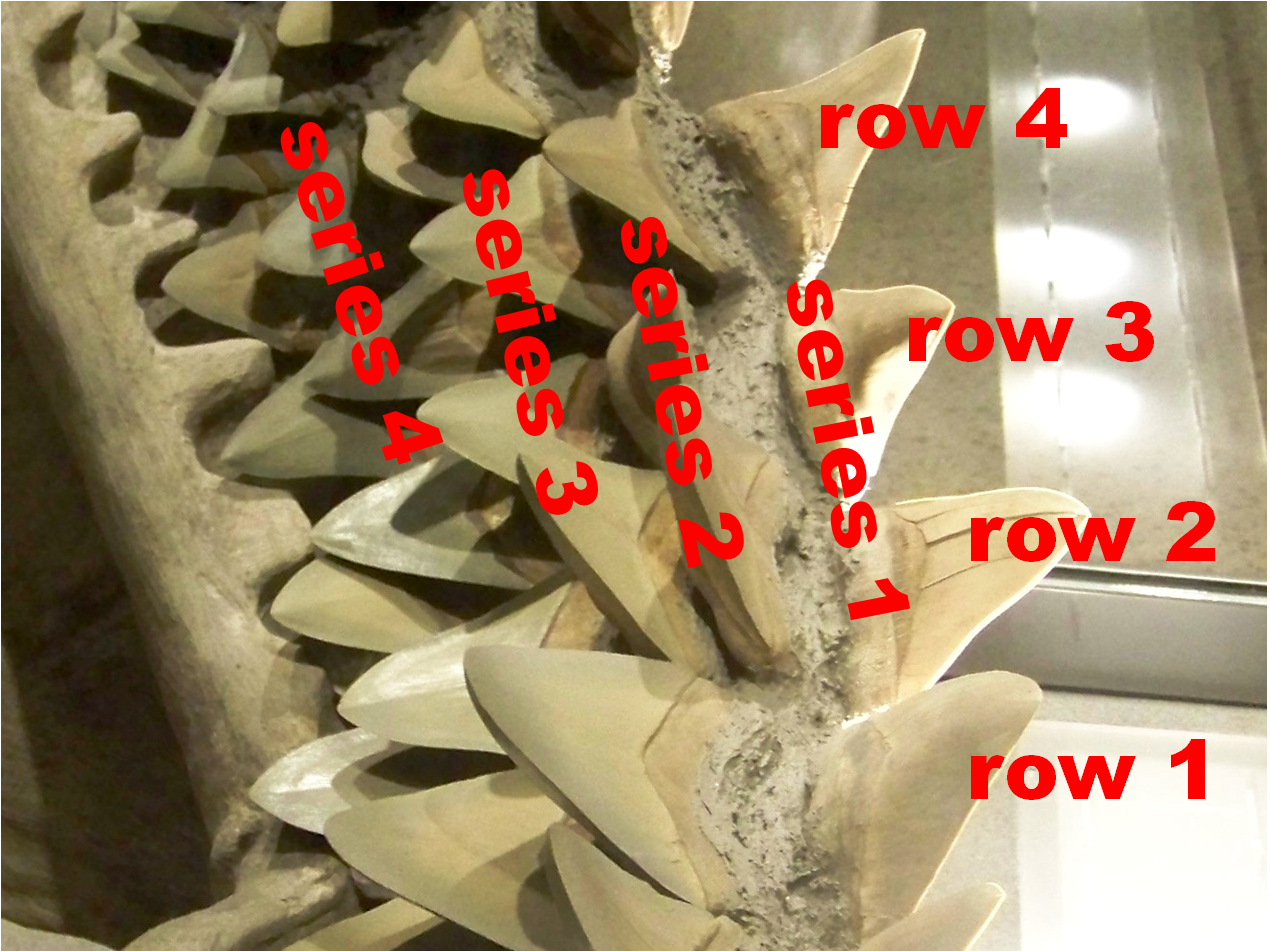
Zählung der Haizähne nach Reihen (rows) und Serien (series)

Haie besitzen nachwachsende Zähne, hinter der ersten Zahnreihe wachsen mehrere Reihen von Zähnen nach. In einem Haileben können das bis zu 30.000 Zähne sein. Bricht in der ersten Reihe ein Zahn ab, rückt ein neuer Zahn nach, ebenso wie in einem Revolver eine neue Kugel in der Kugeltrommel nachrückt (daher auch der Name „Revolvergebiss“). Haie verlieren beim Angriff auf Robben und Fische oft zahlreiche Zähne.

#### Aufbau
Bei Haifischzähnen handelt es sich um modifizierte Placoidschuppen, die eine zentrale Höhlung mit der Zahnpulpa enthalten, ummantelt von Dentin und einer harten Oberfläche aus Zahnschmelz. Die Form der Zähne hängt von der Ernährungsweise der jeweiligen Art ab. Arten, deren Ernährung auf Muscheln und Krebstiere ausgerichtet ist, haben abgeflachte Zähne zum Zerkleinern, diejenigen, die sich von Fischen ernähren, haben nadelartige Zähne zum Greifen. Haie, die größere Beutetiere jagen, verfügen über dreieckige Zähne mit gezackten Rändern zum Schneiden. Die Zähne der Planktonfresser, wie dem Riesenhai, sind stark reduziert und nicht funktionsfähig. Neue Zähne werden ständig in einer entsprechenden Vertiefung im Haimaul gebildet. Deren Wurzeln werden nur durch die Haut, also eher flexibel fixiert. In dieser Haut rücken die laufend neu gebildeten Zähne jeweils um eine Position vor.
Die Wurzel des Haifischzahns besteht aus der Basallippe, einer V-förmigen Einbuchtung zwischen den Wurzellappen. Daran grenzt das Bourrelet an, ein Dentalband, das ein dreieckiges Gebiet aus sehr dünnem Schmelz zwischen Krone und Wurzel bildet. Oberhalb des Bourrelets befindet sich die Zahnkrone, die Zacken (Serrations), aufweisen kann.

#### Zählung
Die Zahnreihen werden entlang der Linie des Kiefers gezählt, während die Serien der Zähne von der Vorderseite des Kiefers nach innen gezählt werden. Eine einzige Zahnreihe umfasst eine oder mehrere funktionelle Zähne an der Vorderseite des Kiefers und mehrere dahinter liegende Ersatzzähne. Beispielsweise können die Kiefer eines Bullenhais 50 Zahnreihen in 7er-Serie enthalten. Die kleinen Zähne an der Symphyse, wo die beiden Hälften des Kiefers zusammentreffen, werden in der Regel getrennt von den Hauptzähnen auf beiden Seiten gezählt.

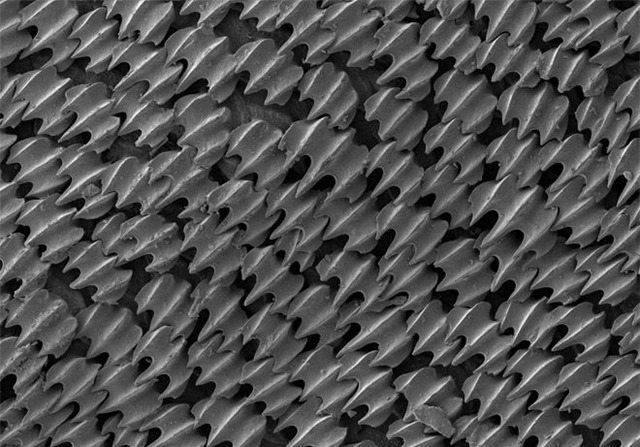
Haifischhaut mit der typischen Rillenstruktur stark vergrößert

### Haihaut und Beschuppung
Während die Knochenfische Elasmoid- oder Ganoidschuppen tragen, haben die Haie so genannte Plakoidschuppen, die im Revolvergebiss als Zähne beginnen und sich vom Maul über den ganzen Körper ausbreiten. Die Zähne verkleinern sich und werden als Hautzähnchen fortgesetzt, die bei den Haien im Gegensatz zu den Rochen eine fast vollständigen Körperumhüllung bilden.
Die Haischuppen sind so ausgerichtet, dass sich die Haut glatt anfühlt, wenn man dem Hai vom Kopf zum Schwanz über den Rücken streicht. Umgekehrt fühlt sich die Haut rau an. Des Weiteren verfügen die einzelnen Schuppen über eine Rillenstruktur, die sich nahtlos über den gesamten Haikörper erstreckt. Die Rillenstruktur (s. g. Riblets) verringert den Oberflächenwiderstand. Durch die Rillen entstehen viele kleine Wasserwirbel. Diese verringern die seitlich gerichteten Kräfte der turbulenten Strömung und setzen die Reibungswirkung herab. Dieser Effekt funktioniert jedoch nur beim schnellen Schwimmen; beim langsamen Schwimmen sind glatte Oberflächen günstiger.
Der Haihaut-Effekt zählt neben dem Lotus-Effekt zu den bekanntesten Erkenntnissen der Bionik. Der Effekt wird zur Verringerung des Reibungswiderstands und damit des Treibstoffverbrauchs für Schiffe, U-Boote und Flugzeuge genutzt.

### Sinnesorgane
Die Augen eines Hais sind zehnmal lichtempfindlicher als die eines Menschen, und die meisten Haiarten sind wahrscheinlich farbenblind. Durch die an den Kopfseiten befindlichen Augen kann er fast in alle Richtungen schauen. Bei Angriffen schützen Haie ihre Augen entweder durch eine Nickhaut, die sich wie ein Augenlid schützend vor das Auge schiebt, oder durch Verdrehen der Augen nach hinten. Die Zahl der Stäbchen (Schwarz-Weiß-Sehen) überwiegt, was die Sehfähigkeit bei schlechten Lichtverhältnissen erhöht. Eine weitere Anpassung an das Dämmerungslicht wird durch das Tapetum lucidum erreicht. Dieses besteht aus einer Schicht winziger spiegelähnlicher Kristalle. Da es hinter der Netzhaut liegt, wirft es das durch die Netzhaut gelangte Licht wieder auf die Rezeptoren zurück.

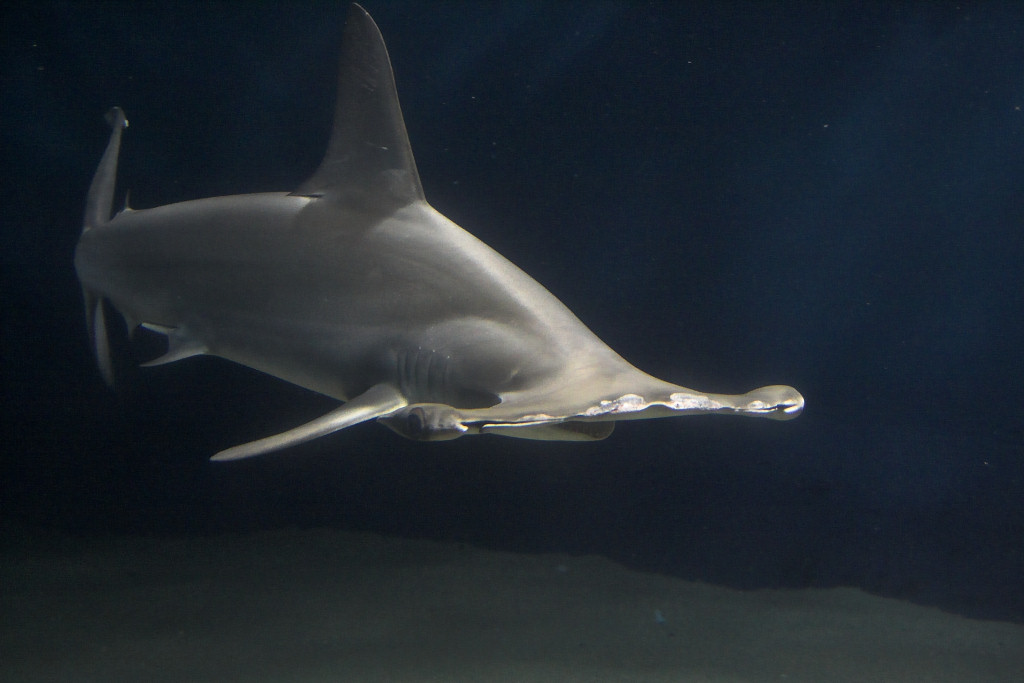
Der Kopf der Hammerhaie ermöglicht wahrscheinlich eine bessere olfaktorische Wahrnehmung durch den vergrößerten Abstand der Nasenlöcher

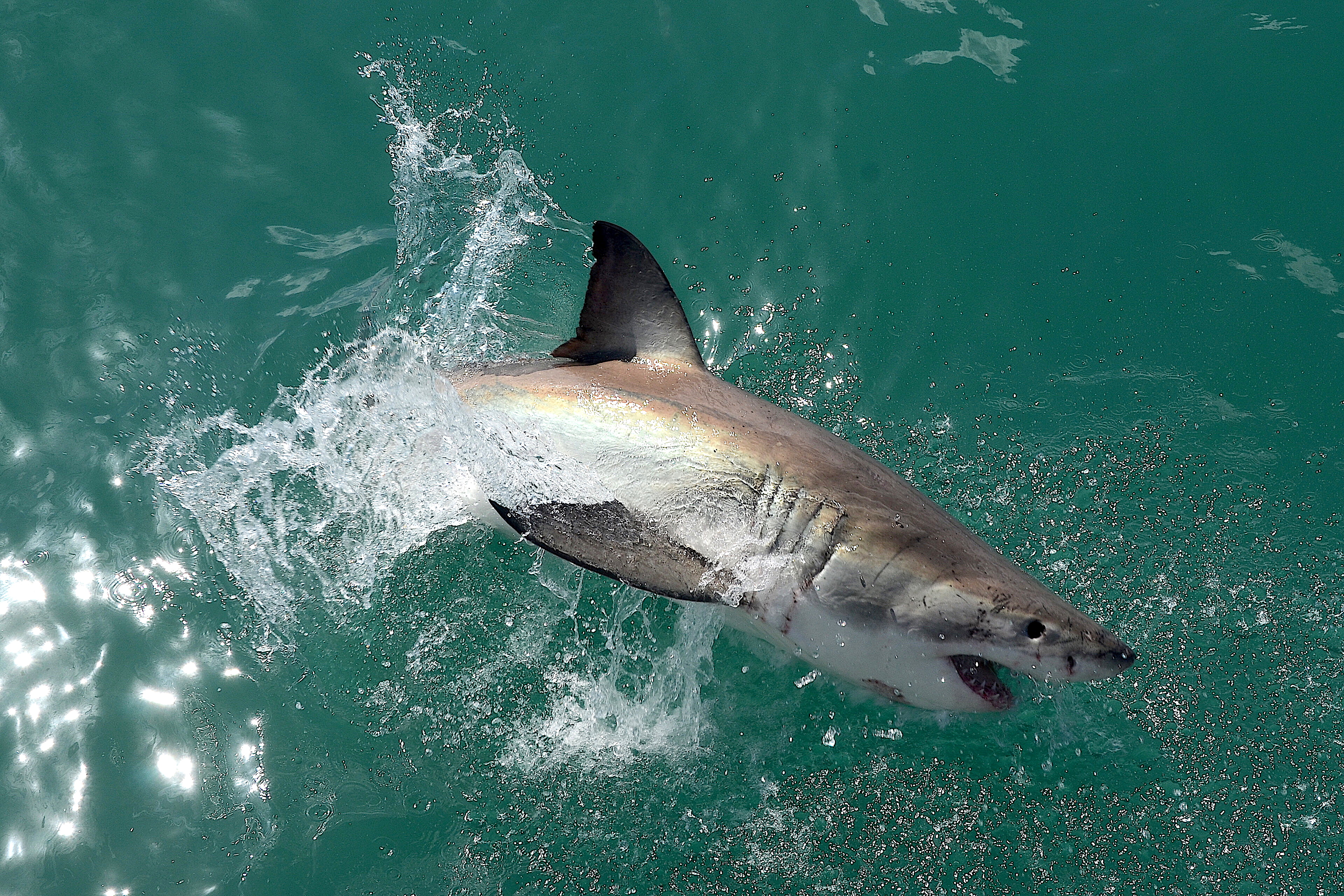
Sprung eines weißen Hais aus dem Wasser bei der Attacke auf Beute nahe Gansbaai in Südafrika

Die Geruchsorgane der Haie liegen seitlich vorne an der Schnauze. Das Riechzentrum kann bis zu zwei Drittel der Gehirnmasse ausmachen. Haie können so Blut in milliardenfacher Verdünnung wahrnehmen. Der Hai wittert seine Beute schon aus großer Entfernung (über 75 m), auch wenn kein anderer Sinnesreiz Informationen liefert. Durch ständige Kopfbewegung („Pendeln“) folgt er dieser Geruchsspur bis zum Ziel. So genannte Schneidersche Falten kanalisieren das einströmende Wasser so, dass die Nasengruben ständig von Wasser umspült werden. Eine Nasengrube ist durch eine Membran nochmals in zwei Abschnitte unterteilt, je eine für ein- und ausströmendes Wasser. Die innere Oberfläche ist gefaltet, wodurch die rezeptive Fläche vergrößert wird. Selbst ein blinder Hai findet so zielsicher sein Futter. Die Geschmacksknospen befinden sich im Gaumenbereich. Der Hai entscheidet beim Beißen, ob eine Beute genießbar ist oder wieder ausgespuckt wird. Über die gesamte Haut des Hais, bis auf die Augen und die Flossen, sind auch Geschmacksknospen verteilt; durch Anstupsen und Reiben an einer Beute kann daher ebenfalls der Geschmack wahrgenommen werden. Ein weitverbreiteter Mythos ist, dass Haie von Menschenblut angezogen werden. Tatsächlich scheinen Haie sofort zu erkennen, dass es sich bei menschlichem nicht um Beuteblut handelt. Daher zeigen sie entweder gar keine Reaktion oder schwimmen sogar vom Menschenblut weg. Dies wurde in einer Vielzahl von Versuchen nachgewiesen. Einige davon wurden auf Youtube veröffentlicht.
Das Gehör ist einfacher ausgeprägt als bei Landtieren. Die Ohren befinden sich an beiden Seiten des Gehirnschädels, von außen ist nur eine kleine Pore sichtbar. Haie reagieren im Bereich der niederfrequenten Töne, also unter etwa 600 Hz (zum Beispiel zappelnder Fisch, singende Wale, grunzende Seehunde, kämpfende Fische) und hochempfindlich auf pulsierende Schwingungen im 100-Hertz-Bereich, wie sie von kranken oder verwundeten Tieren produziert werden.
Haie können tiefere Frequenzen hören als Menschen. Bereits Schallwellen ab 10 bis 800 Hz werden wahrgenommen. Das Gehör ist auch für den Gleichgewichts- und Orientierungssinn wichtig.

Lorenzinische Ampullen und Seitenlinienorgan am Kopf eines Hais

Das Seitenlinienorgan der Haie verläuft von der Kopfregion bis zur Schwanzspitze und dient – wie bei allen Fischarten – dazu, kleinste Schwingungen und Druckunterschiede im Wasser festzustellen. Es enthält in Gallerte eingebettete Sinneszellen. Diese können Wasserbewegungen in nächster Umgebung, also Druckunterschiede (durch Beutetiere, Gegner oder Hindernisse) entlang der Körperfläche registrieren. Haie können zudem elektrische Felder wahrnehmen, die andere Lebewesen durch Herzschlag, Muskelbewegungen oder Hirnströme generieren. Die Elektrosensoren der Haie sind die Lorenzinischen Ampullen. Haie sind auch empfindlich gegenüber dem Magnetfeld der Erde, das sie zum Navigieren benutzen. So können sie nach Abwesenheit in bestimmte Regionen wieder zielgenau zurückkehren.

### Osmoregulation
Haie können ihren Salzhaushalt hormonell steuern (Osmoregulation). Ihre Körperzellen enthalten wie bei den meisten Säugetieren eine geringe Konzentration an Salzen. Sie sind allerdings isoosmolar mit dem sie umgebenden Meerwasser und gehören zur Gruppe der Osmokonformer. Um das Eindringen von Salzen aus dem Meereswasser zu verhindern, lagern sie vermehrt Harnstoff, Trimethylaminoxid (TMAO) und andere Stoffe in ihren Zellen ein. Das TMAO dient dazu, die schädliche Wirkung des Harnstoffes auf die Zellen abzuschwächen. Der Harnstoff wird in den Nieren durch aktiven Transport wiedergewonnen.
Um ihre niedrige Salzkonzentration aufrechtzuerhalten, geben sie Salz ins Meerwasser ab. Dafür besitzen sie Chloridzellen in den Rektaldrüsen, die nach dem gleichen Prinzip funktionieren wie in den Salzdrüsen der Meeresvögel.

### Auftrieb
Haie sind Knorpelfische und somit relativ leichter als Knochenfische. Sie haben eine große ölhaltige Leber, die ihnen einen gewissen Auftrieb gewährt. Sie besitzen aber keine Schwimmblase, so dass Hochseehaie stets in Bewegung bleiben müssen, um nicht abzusinken.

## Verbreitung und Lebensraum
Die verschiedenen Haiarten sind in allen Weltmeeren und allen marinen Lebensräumen anzutreffen. Sie werden oft in Küstennähe gesichtet, da dort Nahrung im Überfluss vorkommt. Sie leben aber außer in flachen Küstengewässern auch in der Hochsee sowie in der Tiefsee. Dabei sind einige Arten sehr stark auf das Leben am Meeresboden (Benthal) spezialisiert, während andere meist große Arten das Freiwasser (Pelagial) bevorzugen. Daneben gibt es Arten, wie die Flusshaie der Gattung Glyphis oder den Bullenhai, die regelmäßig oder ausschließlich im Brack- und Süßwasser von Flusssystemen oder Seen mit einer Verbindung zum Ozean vorkommen.

## Lebensweise

### Fortpflanzung

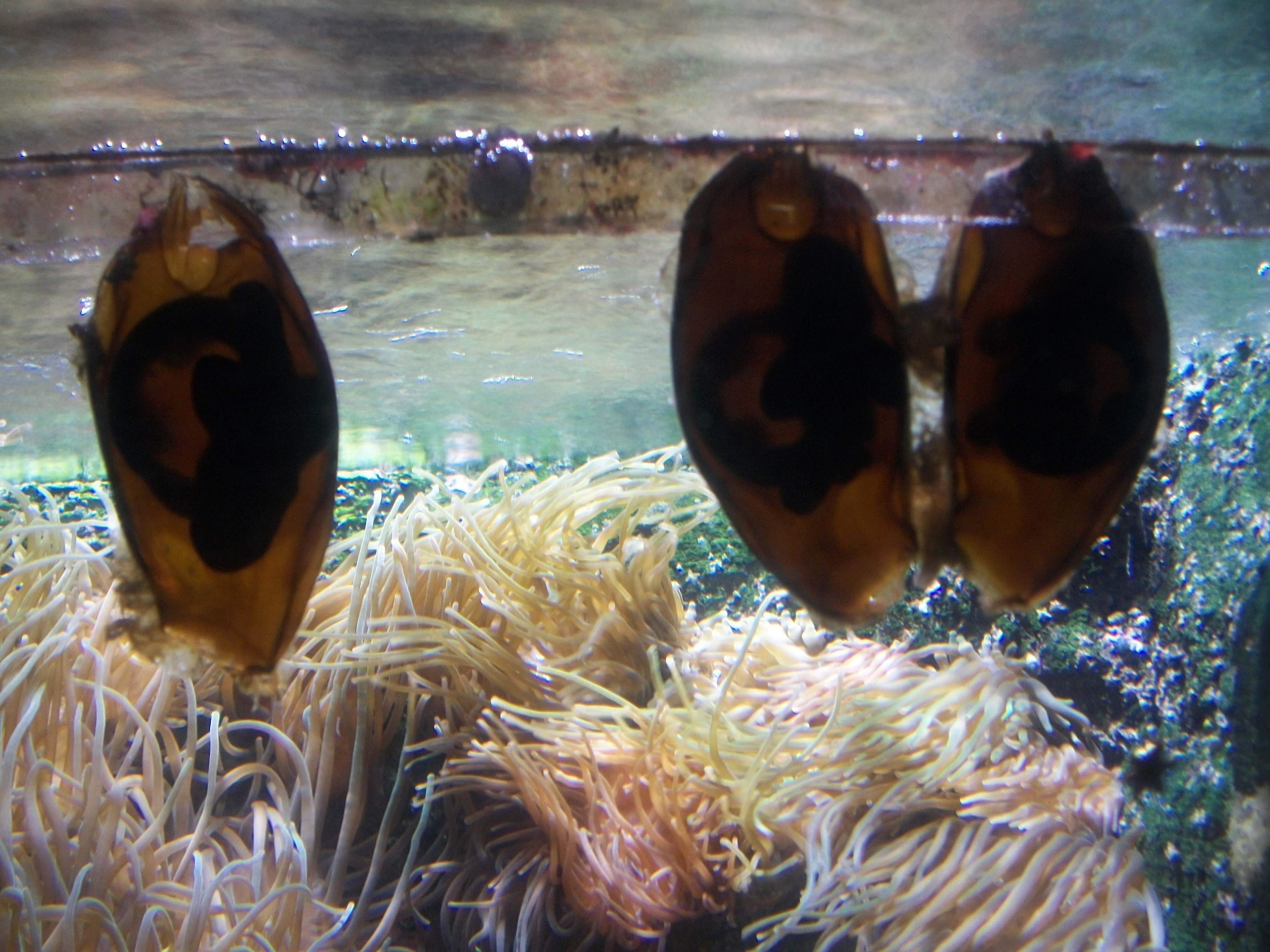
Haifischeier kurz vor dem Schlüpfen

Anders als die meisten Fischarten haben Haie ein sehr langsames Wachstum und erreichen teilweise erst mit 30 Jahren die Geschlechtsreife. Einige Arten bringen dann nur alle zwei Jahre wenige Junge zur Welt, haben somit nur eine äußerst langsame Reproduktionsrate. Paarungsrituale sind Schwimmen, Beißen oder gemeinschaftliches Kreisen.
Eierlegende Haie legen ihre Eier, die zum Schutz vor Raubfischen von einer dicken Hülle umgeben sind, in Felsen oder Seetang ab. Im Inneren der Eier entwickeln sich die Embryos, die sich vom Dottersack ernähren. Die Jungen schlüpfen nach einigen Tagen oder Wochen und sind dann in der Natur auf sich allein gestellt. Die Reifung der Eier ist bei einigen Arten auch in künstlicher Umgebung realisierbar und wird in mehreren Seeaquarien auf der Welt durchgeführt.
Viele Haiarten sind lebendgebärend. Die Junghaie entwickeln sich im Uterus und werden über eine Dottersackplazenta, gebildet aus dem Dottersack der Eier, sowie manchmal zusätzlich über ein Sekret namens Uterinmilch ernährt. Bei einigen lebendgebärenden Arten wie etwa bei Weißen Haien ernähren sich die Jungen auch von anderen Embryonen (uteriner Kannibalismus). Die Haijungen sind bei der Geburt so weit entwickelt, dass sie sofort überlebensfähig sind. Die meisten weiblichen Haie verlieren vor dem Gebären ihr Hungergefühl, ein biologischer Schutz, damit sie nicht ihre eigenen Jungen fressen.

### Sozialverhalten
Es ist schon lange bekannt, dass sich diverse Haiarten regelmäßig in Gruppen – sogenannten Schulen – zusammenfinden. Eine Studie an Port-Jackson-Stierkopfhaien hat gezeigt, dass sich die Tiere in diesen Schulen nicht nur gegenseitig erkennen, sondern auch gezielt die Gesellschaft bestimmter Individuen suchen. National Geographic titelte daraufhin: „Sharks have best friends, like us.“

### Natürliche Feinde
Außer dem Menschen, der die meisten Haie tötet, haben Haie auch andere Feinde. Insbesondere kleinere Haiarten werden regelmäßig vor allem von größeren Fischen, Rochen und größeren Haien gejagt. In Küstennähe werden kleine Haie zudem von Seevögeln oder Robben gefangen.
Größere Haie werden dagegen ausschließlich von Schwertwalen und von anderen Haien erbeutet.

## Evolution und Systematik

### Evolution der Haie

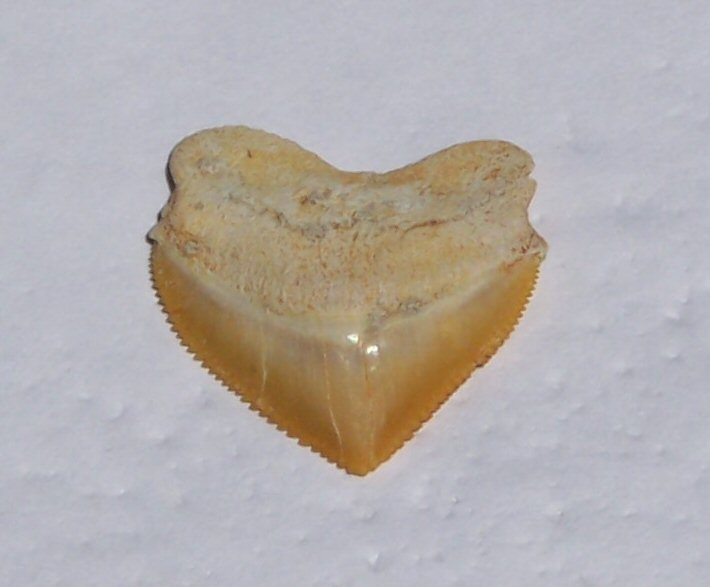
Zahn von Squalicorax

Bereits im Erdzeitalter des Devon vor etwa 400 bis 350 Millionen Jahren tauchten erste Haiarten auf, wie zum Beispiel der Cladoselache. Möglicherweise existierten Haie jedoch bereits seit dem Ordovizium, wie Studien von 2012 vermuten lassen. Bis 1986 entdeckte man weitere Urhaie, die im folgenden Zeitalter des Karbon lebten. Viele von ihnen hatten einen oder mehrere lange Stachel auf dem Kopf (Xenacanthiformes). Die Bedeutung dieser Stacheln ist noch nicht hinlänglich geklärt; man geht davon aus, dass sie möglicherweise der Verteidigung dienten.
Die Neoselachii erschienen im Unteren Jura. Der größte heute bekannte Hai war der Megalodon, der vor 15 bis 1 Millionen Jahren lebte. Da das Skelett von Haien zum größten Teil aus Knorpel besteht, findet man als Fossilien meist nur noch Zähne und Teile der Rückenflossen, was eine genaue Erforschung der Urhaie immens erschwert. Allerdings gibt es auch einige Funde von Urhaien, deren knorpeliges Skelett unter sehr guten Bedingungen komplett erhalten blieb.
Fossile Haizähne waren seit Jahrhunderten bekannt und als Amulett beliebt, doch erst in der frühen Neuzeit gelang es, ihre wahre Herkunft zu klären.

### Systematik

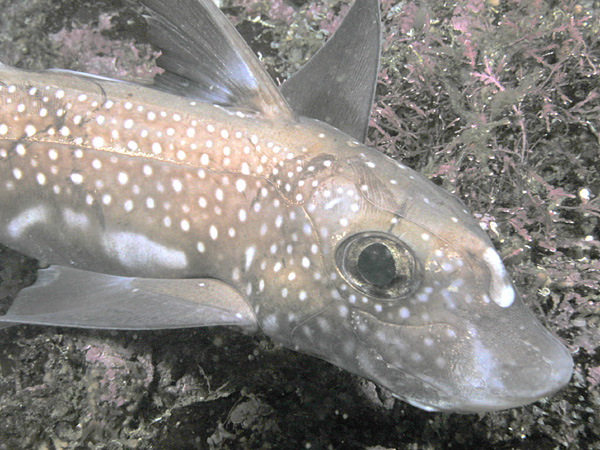
Die Gefleckte Seeratte (Hydrolagus colliei)

Die Knorpelfische lassen sich in zwei Hauptgruppen aufteilen, die sich in der Anzahl ihrer Arten sehr stark unterscheiden. Es handelt sich dabei um die ursprünglicheren Seekatzen (Holocephali) mit etwa 50 rezenten Arten sowie die Elasmobranchii, die die Haie und die Rochen mit über 1100 bekannten Arten beinhalten. Unter den fossilen Knorpelfischen werden zudem die Cladoselachiformes des Devon bis Karbon als Schwestergruppe aller heute existierenden Haie und Rochen angesehen, die gemeinsam mit einigen weiteren ausgestorbenen Gruppen als Neoselachii bzw. Euselachii zusammengefasst werden.
|                | Seekatzen (Holocephali)                                                                                    |
|                | |
| Elasmobranchii | \| \| Cladoselachiformes † \| \| \| \| \| \| Moderne Haie und Rochen (Neoselachii, Euselachii) \| \| \| \| |
|                | \| \| Cladoselachiformes † \| \| \| \| \| \| Moderne Haie und Rochen (Neoselachii, Euselachii) \| \| \| \| |
|                | Cladoselachiformes †                                                                                       |
|                | |
|                | Moderne Haie und Rochen (Neoselachii, Euselachii)                                                          |
|                | |

|  | Cladoselachiformes †                              |
|  |                                                   |
|  | Moderne Haie und Rochen (Neoselachii, Euselachii) |
|  |                                                   |

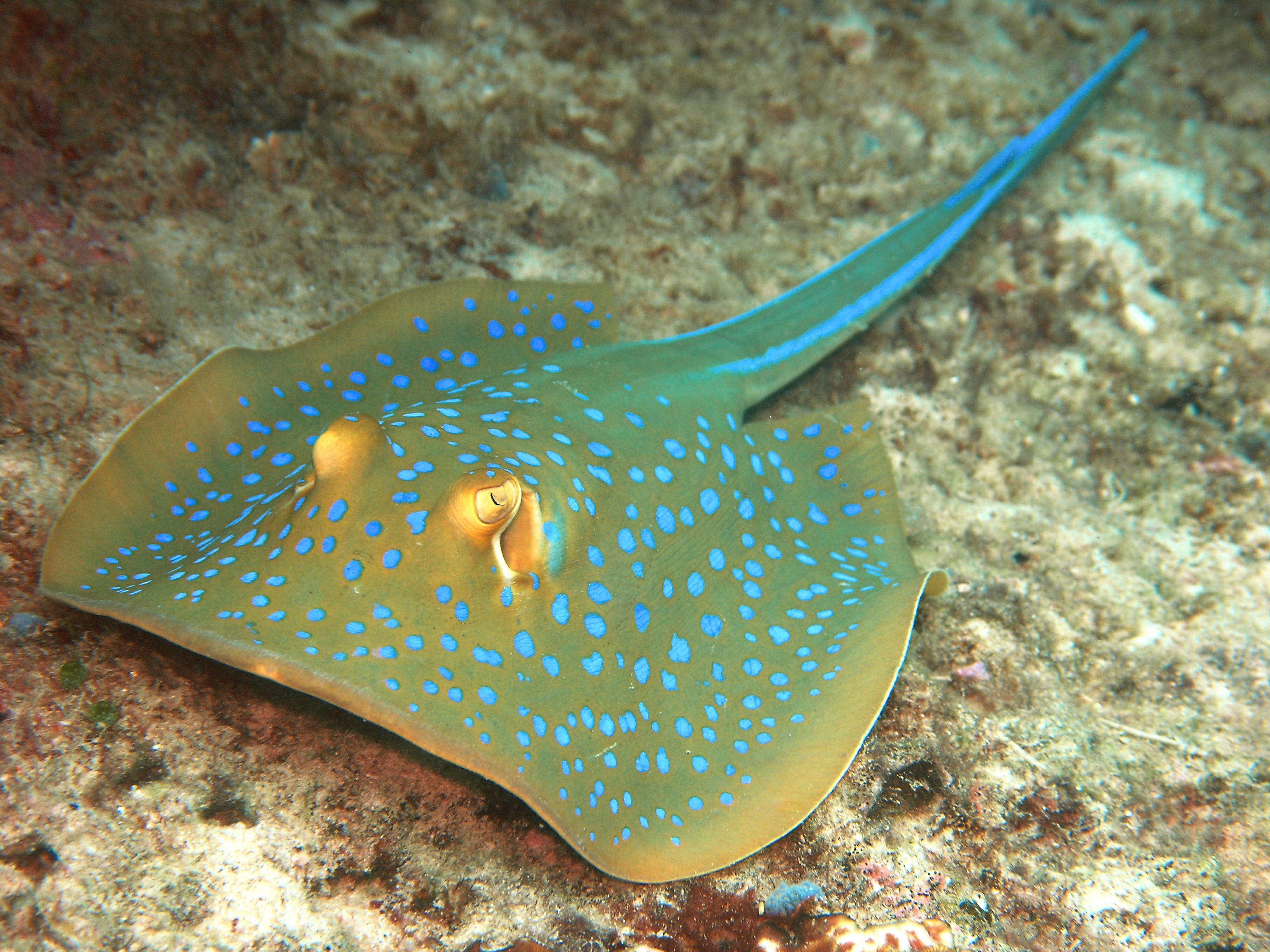
Blaupunktrochen (Taeniura lymma)

Die Neoselachii wurden traditionell nach der äußeren Erscheinung in Haie und Rochen gegliedert. 1996 wurden die Neoselachi von de Carvalho und Shirai unabhängig voneinander nach morphologischen Merkmalen in zwei monophyletische Taxa gegliedert, die Galeomorphii (Galea bei Shirai), zu denen vor allem große, das Freiwasser bewohnende Haie gehören und die Squalea, zu denen viele bodenbewohnende Haie, Tiefseehaie und die Rochen gehören. Die Haie sind damit lediglich ein paraphyletisches Formtaxon.
Inzwischen gibt es allerdings mehrere molekularbiologische Untersuchungen, die eine basale Dichotomie von Haien und Rochen bestätigen. Die morphologischen Übereinstimmungen der squalomorphen Haie mit den Rochen sind danach konvergent entstanden. Da sich die Rochen, genau so wie die modernen Haie, schon seit dem frühen Jura in der fossilen Überlieferung nachweisen lassen, wird eine Abstammung der Rochen am Endpunkt einer langen Evolutionslinie der Squalea auch nicht von paläontologischen Daten gestützt.
In den folgenden Tabellen werden je eine Version der beiden verschiedenen Konzepte der inneren Systematik der Neoselachii dargestellt.
| Goldschmid, 2004 Rochen sind ein Taxon der squalomorphen Haie | Nelson, 2006 Rochen und Haie stehen gleichrangig nebeneinander |
| --- | --- |
| - Neoselachii - Galea - Stierkopfhaiartige (Heterodontiformes) - Ammenhaiartige (Orectolobiformes) - Makrelenhaiartige (Lamniformes) - Grundhaie (Carcharhiniformes) - Squalea - Hexanchiformes - Echinorhiniformes - Dornhaiartige (Squaliformes) - Engelhaie (Squatiniformes) - Sägehaiartige (Pristiophoriformes) - Rochen (Rajiformes) - Sägerochen (Pristiformes) - Geigenrochen (Rhinobatoidei) - Rochen i.e.S (Rajoidei) - Zitterrochen (Torpedinidae) - Echte Rochen (Rajoidea) - Stachelrochen (Myliobatoidea) | - Neoselachii - Haie (Selachii) - Galeomorphii - Stierkopfhaiartige (Heterodontiformes) - Ammenhaiartige (Orectolobiformes) - Makrelenhaiartige (Lamniformes) - Grundhaie (Carcharhiniformes) - Squalomorphii - Hexanchiformes - Echinorhiniformes - Dornhaiartige (Squaliformes) - Engelhaie (Squatiniformes) - Sägehaiartige (Pristiophoriformes) - Rochen (Batoidea) - Zitterrochenartige (Torpediniformes) - Sägerochen (Pristiformes) - Rajiformes - Myliobatiformes |

## Beziehung zum Menschen

### Gefährdung von Menschen durch Haie

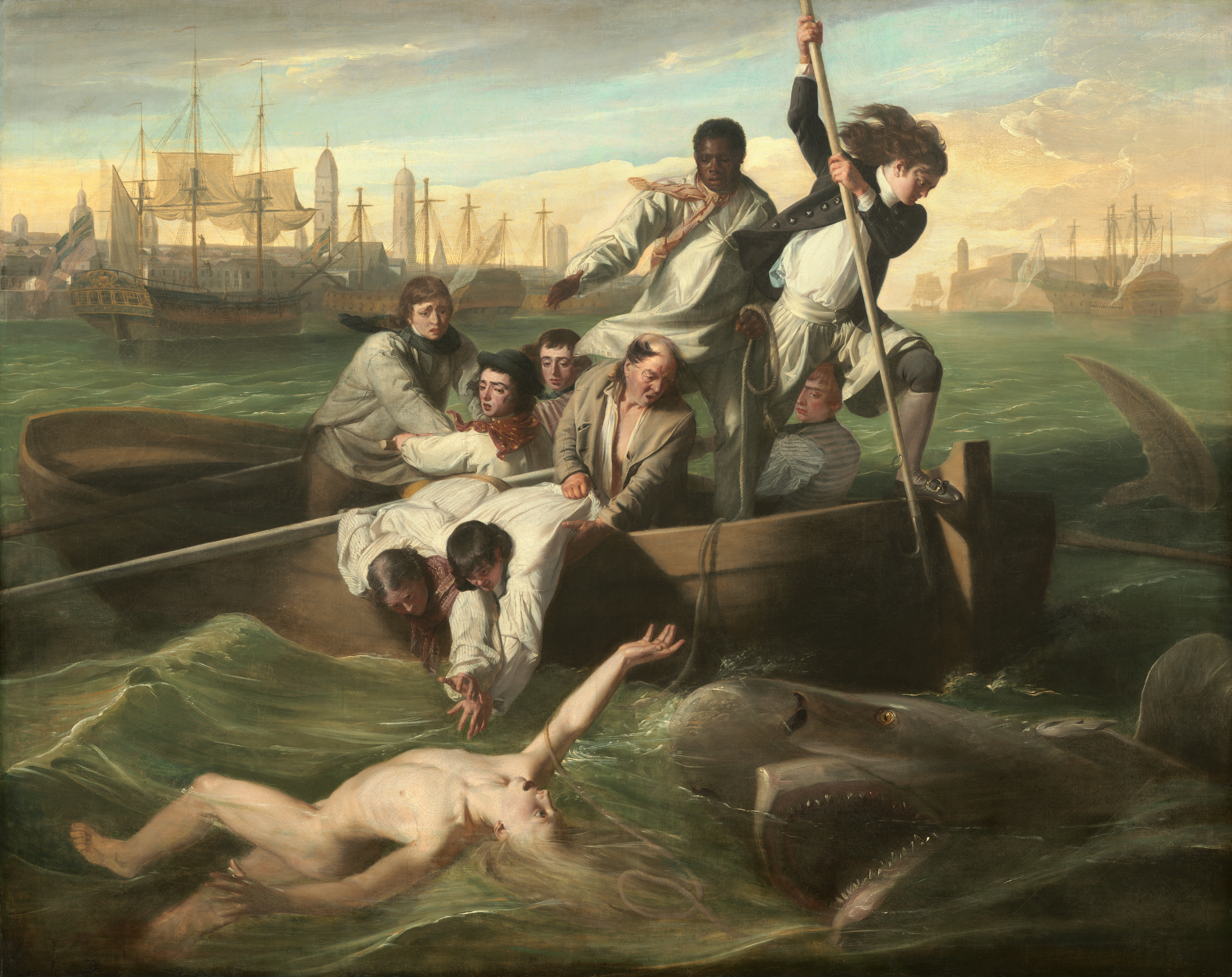
John Singleton Copley: Watson und der Hai. Darstellung des Haiangriffs auf Brook Watson im Hafen von Havanna, 1749

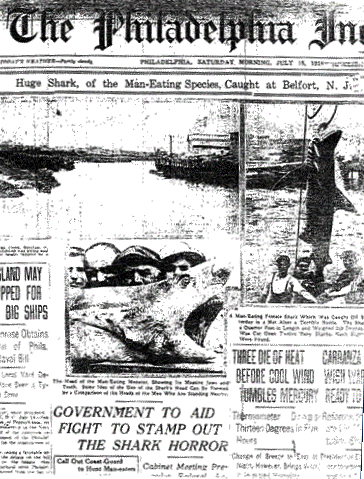
Bericht über die Haiangriffe an der Küste von New Jersey (1916) im Philadelphia Inquirer

In der gemäßigten Klimazone wurde die Möglichkeit, dass ein Hai unprovoziert einen Menschen angreifen und töten könnte, bis zum Beginn des 20. Jahrhunderts für wenig wahrscheinlich gehalten. Dass Haie gelegentlich Menschen in tropischen Gewässern töten, war bekannt. Man hielt es aber für abnormale Ereignisse, die sich als Unfälle beim Fischen ereigneten. Diese Einstellung änderte sich erst mit den Haiangriffen an der Küste von New Jersey im Jahre 1916. In einem Zeitraum vom 1. Juli bis zum 16. Juli wurden fünf Menschen von Haien angegriffen. Vier der Opfer kamen dabei ums Leben. Die Ereignisse waren die Basis für den 1974 erschienenen Roman Der weiße Hai von Peter Benchley, der 1975 durch Steven Spielberg unter dem Titel Der weiße Hai verfilmt wurde. Sowohl die Ereignisse von 1916 als auch ihre literarische und filmische Verarbeitung beeinflussten die öffentliche Meinung in Bezug auf Haie stark. Angriffe von und Unfälle mit Haien auf Menschen werden heute von verschiedenen Organisationen wie z. B. dem International Shark Attack File oder dem Global Shark Attack File erfasst, rekonstruiert und analysiert. Daten von Haiunfällen sind z. B. durch das Shark Accident Victim Network im Internet verfügbar.
Alle Haie, die dem Menschen gefährlich werden können, gehören zu der Überordnung der Echten Haie (Galeomorphii). Die Gefahr von Haiangriffen wird oft übertrieben dargestellt; so ist es 47-mal wahrscheinlicher, von einem Blitz als von einem Hai getötet zu werden. In einem Jahr registriert man durchschnittlich 100 Haiangriffe; ungefähr fünf bis zehn davon enden tödlich. Viele dieser Angriffe sind das Ergebnis folgender Faktoren:
- Belästigung durch den Menschen: Es gibt Fälle, in denen Personen, meistens Jugendliche, Eindruck bei ihren Altersgenossen schinden wollen, indem sie versuchen, die Flosse eines langsamen Ammenhais zu greifen. Für gewöhnlich verschwinden diese Haie, aber es gab auch Fälle, in denen sie sich umdrehten und die betroffene Person angriffen. Grundbewohnende Port-Jackson-Stierkopfhaie sind bekannt für Bissverletzungen bei auf sie tretenden Badegästen.
- Verwechslung: Der Hai hält das Angriffsobjekt für Beute, beispielsweise eine Robbe. Ein Weißer Hai (Carcharodon carcharias) kann bei einem solchen Angriff den meisten Schaden verursachen.
- Neugier: Haiangriffe auf Surfer (Wellenreiter) werden unter anderem darauf zurückgeführt, dass das Surfbrett Geräusche verursacht, die den Hai zu einem „Probebiss“ animieren. Häufig beobachten Weiße Haie Schwimmer und Taucher allerdings auch einfach nur, ohne anzugreifen, und Angriffe bestehen oft aus einem leichten Zugreifen und Festhalten im Gegensatz zu den gegen Beutetiere angewandten kräftigen Tötungsbissen. Das Verhalten gegenüber Menschen wurde deshalb auch als Untersuchung aus Neugier oder agonistisches Verhalten interpretiert.[20][21]

Obwohl viele Menschen bei den schwererwiegenden Haiangriffen fast automatisch an einen Weißen Hai denken, so ist doch in Wirklichkeit auch der Bullenhai (Carcharhinus leucas) für viele Attacken verantwortlich. Unter anderem liegt das daran, dass diese Haie oftmals die Flüsse hinaufschwimmen und dort wochenlang verweilen (Amazonas, Nicaraguasee, Sambesi).
Zusätzlich zu dem Großen Weißen Hai und dem Bullenhai haben Weißspitzen-Hochseehaie (Carcharhinus longimanus) und Tigerhaie (Galeocerdo cuvieri) Menschen nachweislich getötet. Die meisten Angriffe geschahen um Neukaledonien im Pazifik.
Weitere zehn Arten haben den Menschen bereits gebissen, jedoch ohne tödlichen Ausgang. Zu diesen Arten zählen unter anderen der Makohai (Isurus spec.), der Seidenhai (Carcharhinus falciformis), der Zitronenhai (Negaprion brevirostris) und der Hammerhai (Carcharhinus falciformis).
Es wird häufig behauptet, dass Haie kein Menschenfleisch mögen. Diese Behauptung rührt daher, dass Haie oftmals nur einmal zubeißen, dann aber wieder verschwinden. Dieses Verhalten kann aber auch anders erklärt werden. Wenn ein Hai einen Seelöwen oder eine Robbe angreift, stellen die Augen die verletzlichsten Körperteile eines Hais dar, die ein angegriffenes Tier noch erreichen kann. Um sich vor Verletzungen zu schützen, die von den scharfen Krallen des sich wehrenden Tieres entstehen können, verschwindet der Hai kurzzeitig. Er wartet, bis sein Opfer genügend Blut verloren hat, um es dann im geschwächten Zustand erneut anzugreifen. Gebissene Menschen werden oftmals gerade in dieser Wartezeit gerettet: Nach dem ersten Haiangriff holen andere Wassersportler oder Fischer den Gebissenen aus dem Wasser. Der Hai kann also nicht wieder angreifen.
Eine weitere Theorie beruht darauf, dass bei diesen sogenannten Probebissen oft nur eine kleine Fleischwunde entsteht. Nach neuen Erkenntnissen der Haiforschung sind Haie intelligente Tiere mit komplexem Sozialverhalten. Besonders deutlich wird dies beim Grauen Riffhai (Carcharhinus amblyrhynchos), dessen Warnverhalten – Schwimmen mit gesenkten Brustflossen – schon oft von Menschen nicht beachtet wurde, was Unfälle zur Folge hatte. Es wäre denkbar, dass auch andere Haie ein solches Warnverhalten zeigen, und dass große Konkurrenten (Haie, Kleinwale, Menschen etc.) mit Bissen attackiert werden, um sie zu vertreiben. Dies würde die Tatsache erklären, dass einige Haiangriffe oft nur kleine Fleischwunden zur Folge haben.
Selbst unter Annahme der genannten Theorien ist der Kenntnisstand der Wissenschaft (2022), dass Menschen für Haie keine Nahrung darstellen. Die seit 1992 vermehrt auftretenden Haiangriffe vor Recife haben jedoch gezeigt, dass anthropogene Umweltveränderung das Jagdverhalten von Haien verändern können.
Für das Jahr 2020 meldet das Internationale Archiv für Hai-Attacken des Florida Museums für Naturgeschichte 104 nachweisliche Angriffe von Haien auf Menschen, wovon 13 Angriffe für die Opfer tödlich endeten.
2012 wurde der prominente Bodyboard-Surfer aus Südafrika, David Lilienfeld, durch einen Hai-Angriff getötet. Sein Fall erregte weltweit Aufsehen und zeigt die Gefährdung von Surfern durch Haie.
2015 wurde ein Surfwettbewerb wegen eines Haiangriffs abgesagt. Mick Fanning hatte sich gegen den heranschwimmenden Hai gewehrt und blieb unverletzt.

### Hai-Gefährdung durch Menschen
Jährlich werden nach Angaben der FAO etwa 700.000 bis 800.000 t Knorpelfische gefangen, davon ein großer Teil als Beifang der großindustriellen Fangflotten. Diese Menge entspricht 70 bis 100 Mio. Einzeltieren, etwa 60 % davon sind Haie und 40 % Rochen. Nach Compagno et al. 2005 sind diese Zahlen allerdings deutlich zu niedrig eingestuft, da eine Vielzahl von Staaten zu niedrige Fangzahlen angibt, er geht mindestens von der doppelten Menge aus.
Die wirtschaftliche Nutzung des Haies hat letztendlich dazu geführt, dass über 70 Arten bereits vom Aussterben bedroht sind. Die meisten dieser Arten werden bereits als nicht mehr überlebensfähig bezeichnet.
Im Mittelmeer sind mehr als die Hälfte der Haiarten vom Aussterben bedroht.
In einer Studie an Puffotter-Katzenhaien konnte nachgewiesen werden, dass sich die zunehmende Versauerung der Meere negativ auf die Schuppenstrukturen der Haie auswirken könnte.

#### Jagd- und Fangmethoden

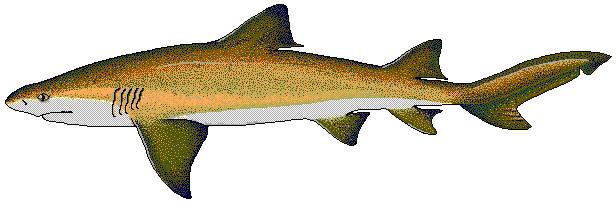
Auch der Zitronenhai wird wegen seiner Flossen gejagt

Die Jagd auf Haie war und ist nach wie vor ein beliebter Sport. Begehrt sind das präparierte Haigebiss oder der ganze Kopf als Trophäe. Haie werden meistens wegen ihrer Flossen gejagt, die zur Herstellung der chinesischen Haifischflossensuppe verwendet werden; hierbei hat sich mit dem Shark-Finning (auch Hai-Finning) eine besonders grausame Art der Jagd entwickelt: Dem Hai werden bei lebendigem Leib die Flossen abgetrennt und das Tier wird anschließend ins Meer zurückbefördert, wo es zugrunde geht. Viele Tiere verenden an der Langleine, bevor sie ihre Geschlechtsreife erreichen. Haifischknorpel wird als Nahrungsergänzungsmittel bei chronischen Gelenkerkrankungen eingesetzt.
Haie werden außerdem von Schleppnetzen als Beifang erfasst und getötet. Besonders gefährdet sind Haiarten wie der Weiße Hai, der Tigerhai und der Hammerhai.

#### Der Hai als Speisefisch

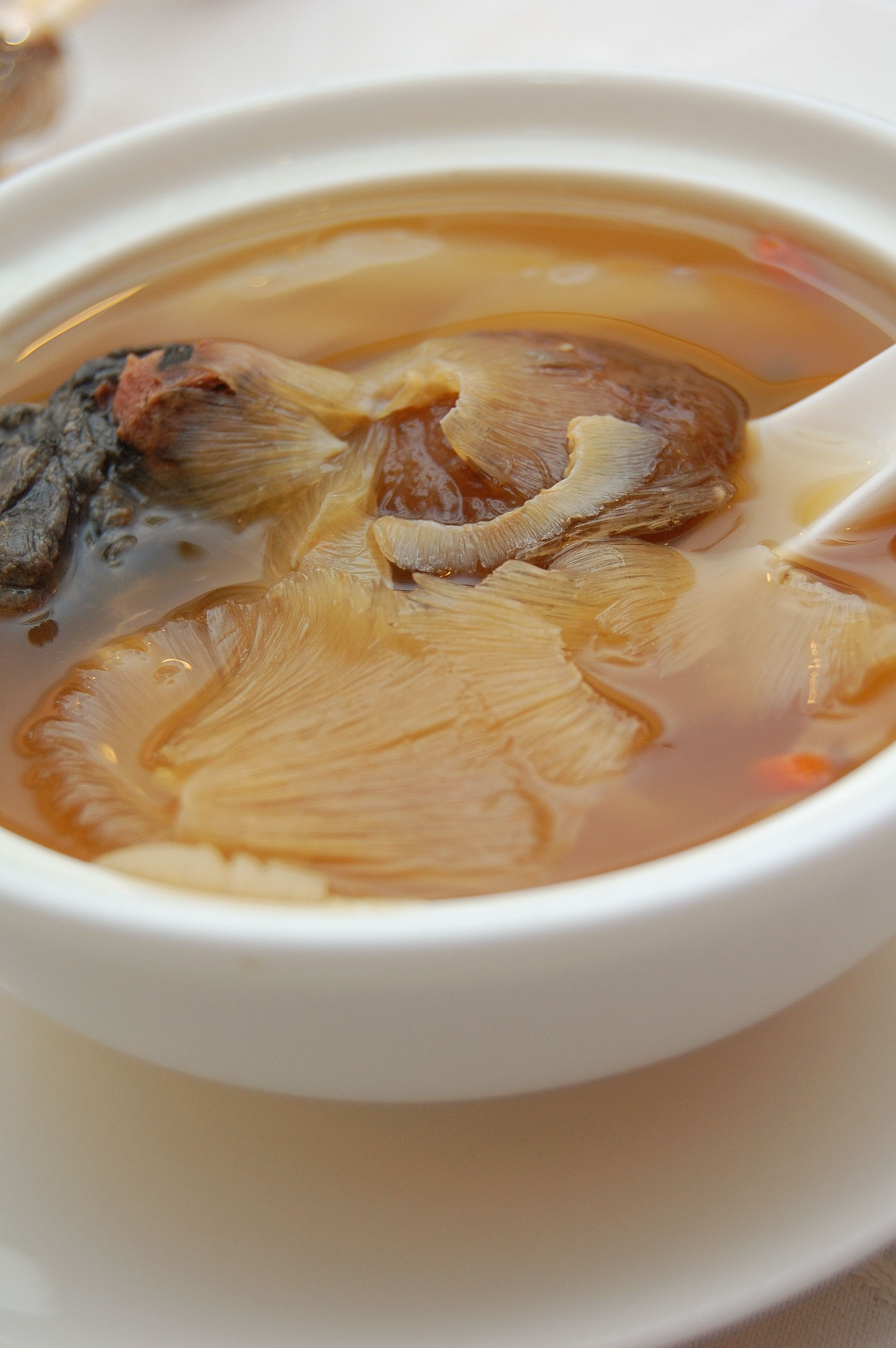
Chinesische Haifischflossensuppe

Das Fleisch des Hais findet oft Verwendung in verschiedenen Küchen der Welt. In Asien wird beispielsweise gerne die Haifischflosse verarbeitet: Zu Haifischflossensuppe oder in China auch als Ganzes. Aber auch in anderen Ländern gilt der Hai als Nahrungsmittel: Die Inuit in Grönland trocknen das Fleisch des Grönlandhais oder fermentieren es zur regionalen Delikatesse „tipnuk“. Das isländische Gericht Hákarl besteht ebenfalls aus fermentiertem Grönlandhai.
Da der Hai an der Spitze der Nahrungskette steht, sammelt sich im Haifleisch Methylquecksilber (MeHg) an. Daher reicht schon der Verzehr relativ geringer Mengen von Haifleisch zur Überschreitung unbedenklicher Mengen an MeHg, so dass man leicht auf toxische Expositionsmengen kommt.
Spezielle und hinsichtlich der Küche wertvolle Haie werden unter anderen Namen verkauft. Die Industrie vermarktet den Fisch vorsichtig, dennoch wird er oftmals unbewusst konsumiert. Die untenstehende Tabelle zeigt einige Beispiele dieser Namensgebung.
| Handelsname   | Definition               |
| ------------- | ------------------------ |
| Greyfish      | Grauhai                  |
| Rocksalmon    | Katzenhai aus Irland     |
| Saumonette    | Katzenhai aus Frankreich |
| Seeaal        | Dornhai in Gelee         |
| Schillerlocke | geräucherter Dornhai     |

### Schutzbemühungen für Haie
Eine Reihe von Organisationen hat es sich zur Aufgabe gemacht, Haie zu schützen. Mit der Initiative Stop Finning – Stop the Trade wurde eine Europäische Bürgerinitiative ins Leben gerufen, mit der sie erreichen will, dass die Fins Naturally Attached Verordnung auf den Export, Import und Transit von Haien und Rochen ausgeweitet wird. Diese Verordnung schreibt vor, dass der ganze Hai angelandet werden muss – also ein Abtrennen der Flossen und anschließendes ins Wasser Werfen des Körpers auf See verboten ist.
Der Meeresschutzorganisation Sea Shepherd gelang es wiederholt, in Zusammenarbeit mit lokalen Behörden, illegale Schiffe, welche Jagd auf Haie machten, festzusetzen. Über die Inhaber dieser Schiffe wurden teils Strafen in Millionenhöhe verhängt. Darüber hinaus wurde das Leben von über einer Million Haien gerettet, da die festgesetzten Schiffe nicht fischen konnten, während sie im Hafen lagen. Weiters wirbt Sea Shepherd für den Schutz von Haien. Dies geschieht durch kostenlose Vorträge in Schulen, das Bewerben diverser Petitionen zum Schutz von Haien, Werbekampagnen und durch ihre Merchandiseprodukte.
Das Sharkproject finanziert Forschungsarbeit, sensibilisiert die Öffentlichkeit, führt Projekte in Schulen durch und gibt Bücher heraus, die sich mit Haien beschäftigen.
Weitere Organisationen, die sich um den Schutz von Haien bemühen, sind die Deutsche Stiftung Meeresschutz, Shark Savers Germany, Stop Finning Deutschland e. V., Blue Shark Conservation, All For Blue, die Shark Allies, Shark Guardian, die Shark Citizens und Sharks Educational.